# Obie Trice
Obie Trice (ur. 14 listopada 1977 w Detroit, Michigan) – amerykański raper.

## Życiorys
Obie Trice wychowywał się w Detroit. O jego decyzji zajęcia się muzyką decydował impuls – Obie postanowił zostać raperem już w wieku 11 lat, gdy dostał w prezencie od matki zestaw do karaoke. Jego największymi idolami byli Wu-Tang Clan, Rakim i Big Daddy Kane. 5 października 1998 roku urodziła się jego córka, Kobie.
Jeszcze przed swoim oficjalnym debiutem Obie zdobył uznanie w undergroundowym Detroit. W podziemiu, przed wstąpieniem do Shady Records w 2000 r., wylansował m.in. takie hity jak: "Respect", "My Club", "Dope Jobs Homeless" i "The Well Known Asshole". W końcu zwrócił na niego uwagę Eminem. Obie swój debiutancki album zatytułowany "Cheers" wydał 23 września 2003, wystąpił też między innymi na płycie ze ścieżką dźwiękową do filmu 8. Mila (CD "8 Mile OST", utwory "Adrenaline Rush" i "Love Me" z Eminemem i 50 Centem), w którym również zagrał. W samym filmie zagrał krótki epizod w scenie na parkingu.
Na "Cheers" można usłyszeć m.in. Busta Rhymes, Eminema, Dr. Dre, Nate Dogga oraz D12.
31 grudnia 2005 roku został dwukrotnie postrzelony, gdy jechał autostradą Michigan State Higway 10 przez Wyoming Avenue w Detroit.
Jego drugi solowy album, na którym pojawili się także m.in. artyści z Shady/Aftermath oraz Akon, Brick & Lace, Nate Dogg, Trey Songz, Big Herk i Trick Trick, ujrzał światło dzienne 15 sierpnia 2006 roku. Singlami promującymi "Second Round’s on Me" są utwory pt. Snitch (nagrany wraz z Akonem), Cry Now oraz Jamaican Girl (nagrany wraz z Brick & Lace).

## Dyskografia

### Albumy
- Cheers (2003)
- Second Round’s on Me (2005)
- Special Reserve (2009)
- Bottom's Up (2012)[1]

### Ścieżki dźwiękowe
- 8 mila (2002)

### Występy gościnne
- "Doe Ray Me": D12 & Obie Trice
- "Love Me": Eminem, 50 Cent & Obie Trice
- "Drips": Eminem & Obie Trice
- "Spend Some Time": Eminem, 50 Cent, Stat Quo & Obie Trice
- "Adrenaline Rush": Obie Trice
- "Fok de Macht": The Opposites & Obie Trice
- "Loyalty": D12 & Obie Trice
- "Doctor Doctor": Bizarre & Obie Trice
- "72nd & Central": Proof, J-Hill & Obie Trice
- "Stay Bout It": Obie Trice & Stat Quo
- "Growing Up in the Hood": The Game & Obie Trice
- "Hennessey": 2Pac & Obie Trice
- "Drama Setter": Tony Yayo, Eminem, & Obie Trice
- "It Has Been Said": Eminem, P. Diddy & Obie Trice
- "War": Trick Trick & Obie Trice
- "Hustler": 50 Cent & Obie Trice
- "Get That Money": 50 Cent, Obie Trice, & Lloyd Banks
- "Get That Money (remix)": 50 Cent, Obie Trice, Lloyd Banks & Krondon
- "Go To Sleep": Eminem, DMX & Obie Trice
- "The Way We Came Up": Dr. Dre, 50 Cent, Obie Trice & Stat Quo
- "Snitch":Akon, Obie Trice
- "We Ride For Shady": Obie Trice & Ca$his